# Rùa hộp lưng đen
Rùa hộp lưng đen (Danh pháp khoa học: Cuora amboinensis kamaroma, Rummler & Fritz, 1991) hay còn gọi là rùa hộp Đông Nam Á hay rùa hộp Mã Lai là một phân loài của loài rùa hộp Cuora amboinensis. Chúng hiện là động vật quý hiếm, nằm trong danh sách các loài động vật cần được bảo tồn.

## Phân bố
Chúng phân bố ở bán đảo Đông Dương miền Nam và miền Trung Việt Nam (Gia Lai, Đắk Lắk, Bình Thuận, Bà Rịa - Vũng Tàu, Tây Ninh, Long An, bắc kạn, Kiên Giang, Cà Mau.), miền Nam của Lào và Campuchia, Thái Lan (tỉnh Phang Nga Province), Singapore và Malaysia và Borneo. Rùa hộp lưng đen sinh sống chủ yếu tại các vùng đầm lầy miền Nam Việt Nam. Số lượng của chúng đang giảm mạnh do bị săn bắt vô tội vạ.

## Đặc điểm
Chúng là phân loài cỡ trung bình, Hai bên đầu có 3 đôi sọc màu vàng. Đầu và cổ có các sọc vàng. Có một sọc vàng nổi bật kéo dài từ cổ đến mũi, phía trên mắt. Các đường sọc từ hàm và mắt ghép lại với nhau ở phía tai trước khi chạy dài xuống phần cổ phía dưới. Con non có đặc điểm tương tự như con trưởng thành.
Mai rùa gồ cao, nhẵn, dài khoảng 20 cm, có màu xám đen. Yếm gồm hai mảnh cử động được, màu vàng. Mai hình vòm giống như cái mũ bảo hiểm có màu xám đậm đến đen. Yếm màu vàng và thường có những chấm đen trên từng tấm yếm cùng với tấm bản lề cho phép rùa có thể đóng kín cơ thể bên trong mai. Chúng có thể biến mình thành một chiếc hộp kín mít bằng cách rụt đầu, chân vào trong và "đậy nắp" lại.
Khi đó chúng trở nên bất khả xâm phạm vì không để hở bất kỳ một phần cơ thể nào. Chiếc "nắp hộp" của chúng chính là hai mảnh yếm có thể cử động. Đây là đặc trưng của rùa hộp mà các loài rùa khác không có. Khi đậy chặt "nắp", kẻ thù dù khéo léo đến mấy cũng không thể xâm hại đến các phần mềm của cơ thể rùa. 

## Tập tính
Chúng thường sống ở các ao, đầm lầy, suối, ruộng lúa ngập nước, nơi có nền đất mềm và nước chảy chậm. Rùa sống ở các ao, đầm lầy, kênh rạch, suối, ruộng lúa ngập nước, nơi có nền đất mềm và nước chảy chậm. Thức ăn chủ yếu là cỏ và thực vật thủy sinh, đôi khi ăn cả tôm, giun đất.
Chúng đẻ vào tháng 4 - 6, mỗi lần đẻ từ 2 - 5 trứng hình bầu dục, kích thước trứng 40 - 46/30 - 34mm. Thịt và trứng rùa ngon, được người dân ưa chuộng. Chúng còn được nuôi ở những nơi vui chơi giải trí (vườn động vật).